# Heinrich Tscharmann

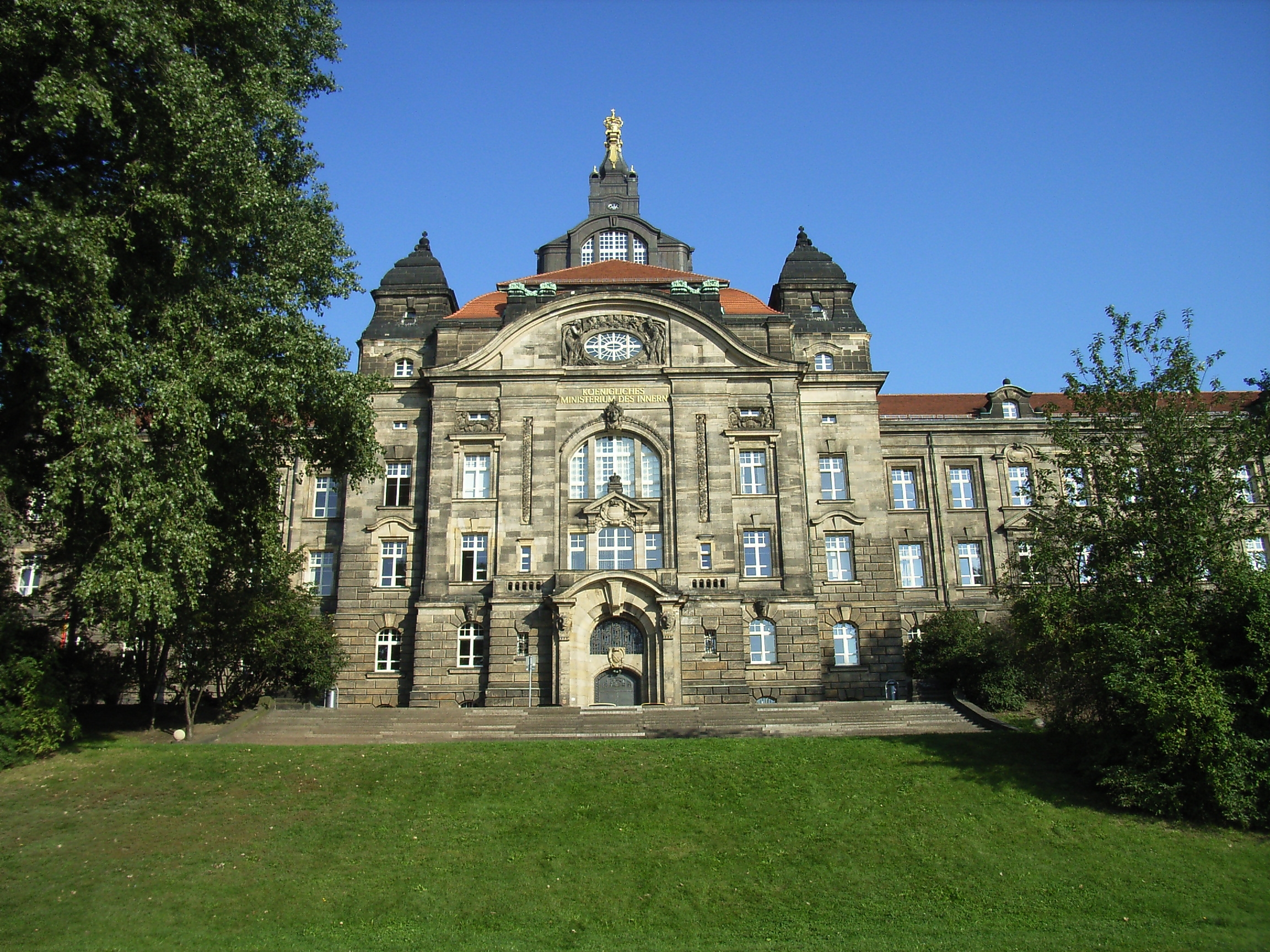
Ehemaliges Gesamtministerium, heute Sitz der Sächsischen Staatskanzlei (Südfront)

Heinrich Tscharmann (* 28. Dezember 1859 in Leipzig; † 22. Mai 1932 in Arnsdorf bei Dresden; vollständiger Name: Johann Georg Heinrich Tscharmann) war ein deutscher Architekt und zeitweise Baubeamter im sächsischen Staatsdienst.

## Leben und Wirken
Tscharmann war ein Nachkomme des Kammertürken Friedrich Aly. Er war der Sohn des Advokaten und Notars Joseph Julius Tscharmann und dessen Frau Berta Johanna Wilhelmine geb. Hardegen. Im Jahr 1900 heiratete er die Hamburgerin Mathilde Rieper, aus der Ehe gingen drei Töchter hervor.
Nach dem Besuch der Gewerbeschule in Chemnitz studierte Tscharmann in Dresden, Leipzig und Berlin. Er arbeitete zuerst in seiner Heimatstadt Leipzig, wo unter anderem Entwürfe für die Ausgestaltung der Sächsisch-Thüringischen Industrie- und Gewerbeausstellung entstanden. Auch die Entwürfe für den 1899 in Keilhau in Thüringen erbauten Bismarckturm sowie die 1900 errichtete Bismarck-Säule auf dem Mechtenberg in Essen-Kray stammten von ihm.
Als Bauamtsarchitekt und Mitarbeiter von Edmund Waldow war er zwischen 1900 und 1904 in Dresden am Neubau für das sächsische Gesamtministerium (Ministerium für Justiz, des Inneren und der Kultur) an der Carolabrücke beteiligt. Der neobarocke Bau mit klassizistischen Elementen diente zu DDR-Zeiten dem Rat des Bezirkes Dresden und ist seit 1995 Sitz der Sächsischen Staatskanzlei. Die 1906 von Tscharmann in Dresden gebaute und heute unter Denkmalschutz stehende Villa Comeniusstraße 32 wurde später als Mutschmann-Villa bezeichnet, weil sie dem NS-Gauleiter in den 1930er und 1940er Jahren als Wohnsitz diente.
Gemeinsam mit Gustav Hänichen betrieb Tscharmann das Architekturbüro Tscharmann & Hänichen. Mit diesem entwarf er 1911 die Gesamtanlage und die Hauptbaulichkeiten der Dresdener Hygieneausstellung.
Er gehörte mehreren Vereinigungen und Verbänden an, so der Künstlervereinigung Die Zunft, dem Sächsischen Altertumsverein und dem Deutschen Werkbund. Ein Stipendium für die Villa Romana in Florenz, das er 1908 erhielt, nahm er nur kurze Zeit wahr.
Im Alter von 72 Jahren verstarb Heinrich Tscharmann im Mai 1932 in Arnsdorf. Sein Grab befindet sich in Dresden auf dem Urnenhain Tolkewitz.

## Werk

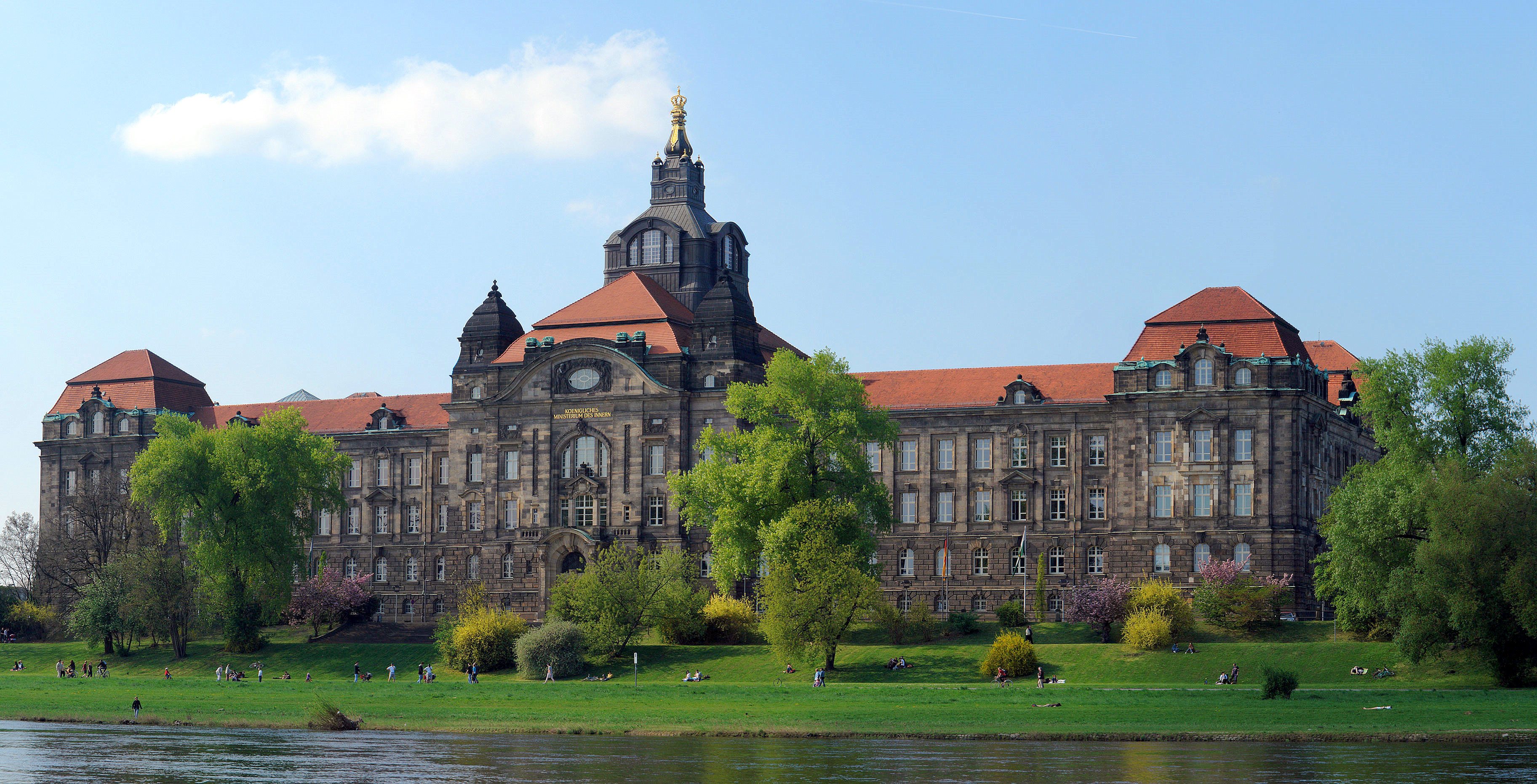
Sächsische Staatskanzlei in Dresden

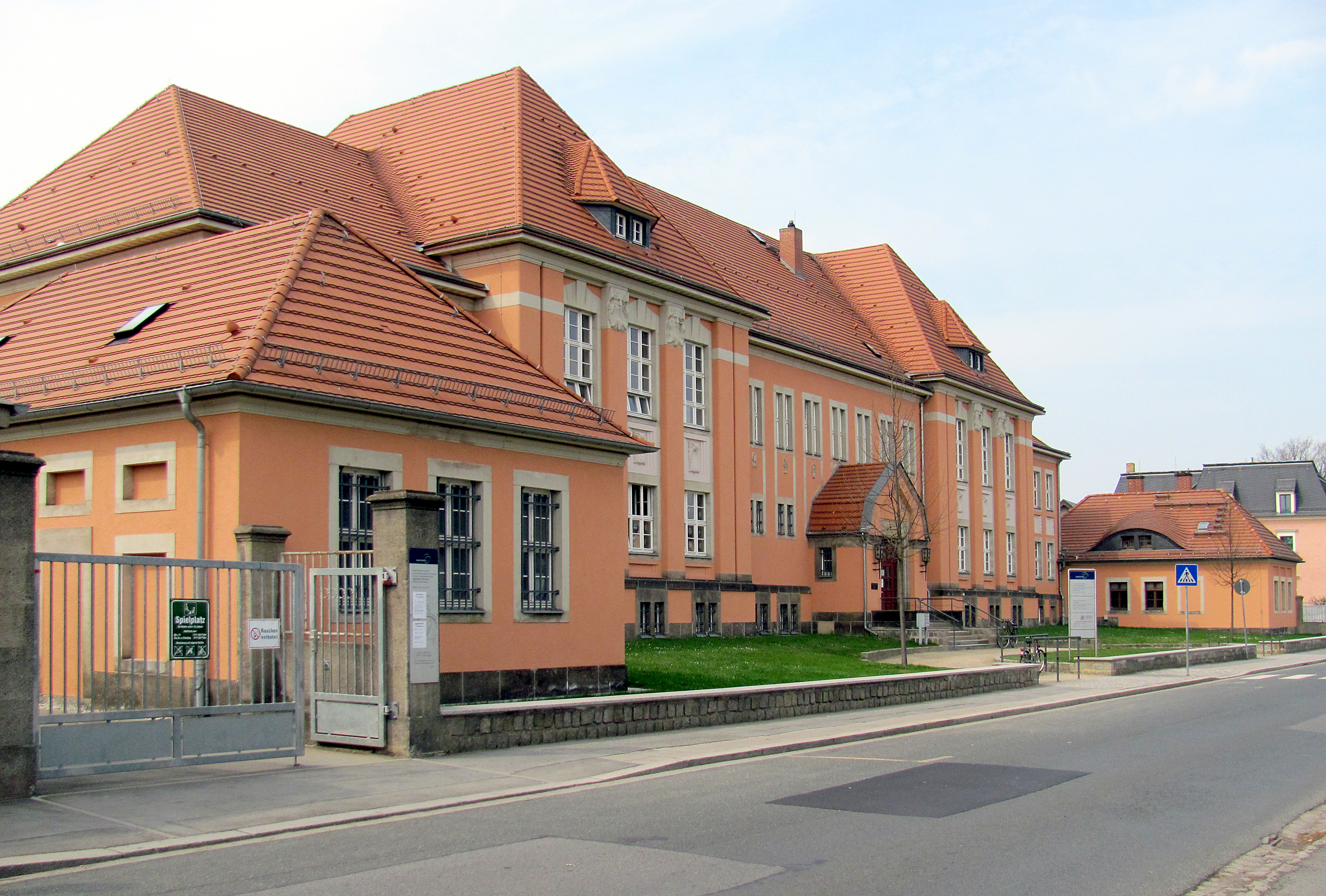
Amtsgerichtsgebäude Kötzschenbroda

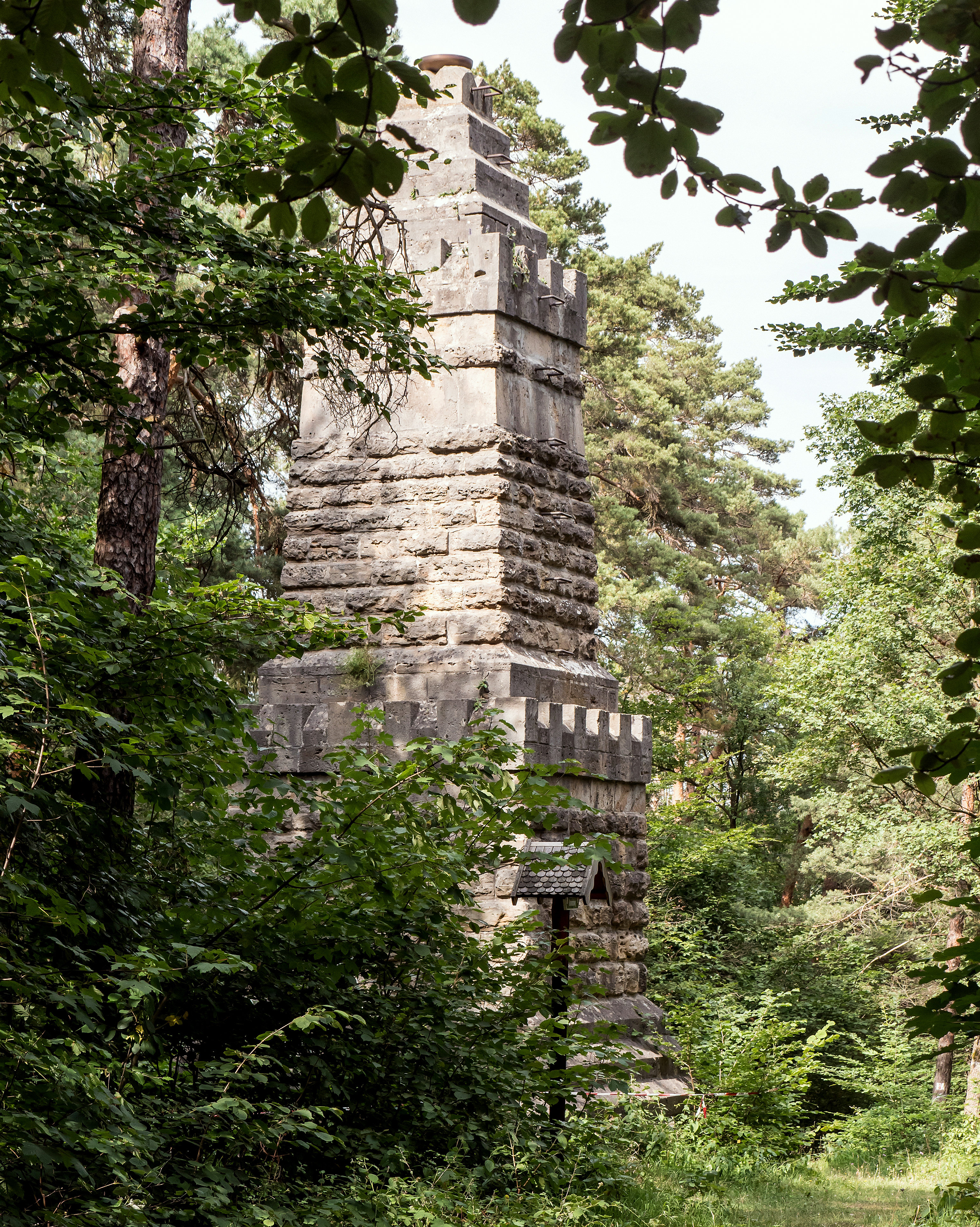
Bismarcksäule in Keilhau

- 1898–1899: Volksheilstätte in Carolagrün
- 1899: Bismarcksäule in Keilhau[4]
- 1900: Bismarcksäule in Essen-Kray
- 1900–1904: Sächsisches Gesamtministerium in Dresden (seit 1995 Sitz der Sächsischen Staatskanzlei)
- 1906: Villa Comeniusstraße 32 in Dresden[5]
- 1908–1910: Amtsgericht Kötzschenbroda (heute Freie evangelische Grundschule in Radebeul)
- 1910: Dürerbundhaus für Ferdinand Avenarius in Dresden-Blasewitz, Heinrich-Schütz-Straße 2 (gemeinsam mit Gustav Hänichen)[6]
- 1911: Halle für Wissenschaft und Chemie auf der Internationalen Hygiene-Ausstellung in Dresden[7]
- 1913–1915: Teutoniahaus, Verwaltungsgebäude für die „Teutonia“ Versicherungs-AG in Leipzig-Connewitz, Karl-Liebknecht-Straße 143 (gemeinsam mit Gustav Hänichen; unter Denkmalschutz)[8]
- ohne Datierung: Wohnhaus Stübelallee 29 in Dresden-Gruna[9]

### Schriften
- mit Erich Haenel (Hrsg.): Das Mietwohnhaus der Neuzeit. Weber, Leipzig 1913.
- mit Erich Haenel (Hrsg.): Das Kleinwohnhaus der Neuzeit. Weber, Leipzig 1913.
- mit Erich Haenel (Hrsg.): Das Einzelwohnhaus der Neuzeit. Band 1. Weber, Leipzig 1907 (mehrere Auflagen 1907, 1909, 1910, 1913)
  - Auflage 1907
  - Auflage 1913
- mit Erich Haenel (Hrsg.): Das Einzelwohnhaus der Neuzeit. Band 2. Weber, Leipzig 1910.
- mit Erich Haenel (Hrsg.): Die Wohnung der Neuzeit. Weber, Leipzig 1908.